# Corazón Azul
Corazón Azul es una película cubana de ciencia ficción independiente, dirigida por Miguel Coyula, protagonizada por Lynn Cruz, y Carlos Gronlier. Fue estrenada en 2021 en el Festival Internacional de Cine de Moscú, y ha participado con éxito en otros eventos como el Festival Internacional de Cine en Guadalajara y BAFICI.

## Trama
La trama de la película se desarrolla en una ucronía. En una historia alternativa, Fidel Castro considera que solo a través de la ingeniería genética se puede crear el «hombre nuevo» que salvaría el socialismo cubano. Varios experimentos se llevan a cabo para conseguir este fin, pero todos terminan fracasando y dando origen a individuos sumamente peligrosos que amenazan con hacer sucumbir a la sociedad en un desenfreno de caos y violencia agrupados como una célula terrorista. Una de sus miembros, emprende un viaje hacia el origen de su código genético, en busca de su humanidad.

## Producción
La película se filmó clandestinamente, en orden cronológico durante 10 años. En el transcurso del rodaje, varios actores abandonaron el proyecto, siendo notable el caso de Héctor Noas, lo cual forzó al director a reescribir el guion constantemente. Otro suceso relevante en su producción fue el interrogatorio al fotógrafo Javier Caso, quien después de tomar fotografías del rodaje, fue citado por la seguridad del estado cubana para un interrogatorio, cuyo audio grabó con un celular oculto.Lynn Cruz reflejó la experiencia del rodaje en el libro Crónica Azul, ganador del Premio Franz Kafka de Ensayo/Testimonio.

## Recepción crítica
Corazón Azul fue descrita por el historiador y ensayista Paulo Antônio de Paranaguá como "una de las grandes películas de nuestro siglo" . En un ensayo de la revista estadounidense Cineaste, el crítico Matthew David Roe se refirió a la película como: "La culminación del crecimiento artístico de Miguel Coyula[…] Se erige como su experiencia mas visceral". Patricia Boero en The Film Veredict la resumió como "una película compleja, críptica, convincente […] persiste en tu mente mientras intentas descifrar sus códigos mucho después de terminarla"  Pablo Gamba la describió en Los Experimentos como "emblemática de la cultura cubana contemporánea."  El crítico cubano Néstor Díaz de Villegas escribió en Hypermedia: "el “Héroe Nacional”, como apoteosis estética del zombi, es el verdadero protagonista de Corazón azul. Su peligrosidad predelictiva es el puro acto de terrorismo. “Héroe” es también el engendro del “artivismo” en tanto apropiación del programa artístico socialista por las lacras sociales. Coyula lo ha visto claro. Ha mirado más allá de Tania Bruguera y Luis Manuel Otero Alcántara. Su imagen heroica suplanta la efigie hierática del Che con que abre la película —y acaso, la historia secreta del arte moderno" Saül Ivars en Desde el sofá la describe como:"una rara avis del fantástico latinoamericano: incómoda, provocadora y visualmente fascinante. Su mensaje sobre la redención y el poder político sigue latiendo con fuerza, décadas después de su génesis, en una obra de culto digna de ver, al menos una vez en la vida." 

## Controversia
La película fue censurada en el Festival LISTAPAD en Minsk, Bielorrusia, donde fue retirada de la competencia oficial, y colocada en la sección de cine joven, a pesar de que el director contaba con 44 años. El Festival Internacional de Cine y Memoria Común de Nador (FICMEC) la retiró de su programa. En ambos países fue catalogada de pornográfica poco antes de comenzar dichos eventos y pidieron al director cortar algunas escenas. En ambos casos Coyula se negó. En territorio cubano se encuentra prohibida. El Festival Internacional de Cine de Miami de 2023 incluyó una amplia muestra de películas cubanas que excluía a Corazón Azul. Sobre este suceso, el crítico venezolano-argentino Pablo Gamba escribió: "Miguel Coyula se ha convertido en un emblema de la incomodidad política en el cine cubano actual. Es un honor que debe no solo a funcionarios de la cultura y la policía en Cuba, su país, donde vive, sino que se ha hecho extensivo a Miami." 

## Premios y nominaciones
- Diploma por la audacia[12] - Festival Internacional de Minsk, Bielorrusia, 2021
- Premio Jorge Cámara[13] - Festival Internacional de Cine en Guadalajara, México, 2021
- Nominada al San Jorge de Oro[14] - Festival Internacional de Cine de Moscú, Rusia, 2021